# جون فورستر (ملحن)
جون فورستر (بالإنجليزية: John Forster)‏ هو ملحن وصحفي أمريكي، ولد في 1 أبريل 1948.

## وصلات خارجية
- الموقع الرسمي
- جون فورستر على موقع ميوزك برينز (الإنجليزية)
- جون فورستر على موقع قاعدة بيانات برودواي على الإنترنت (الإنجليزية)
- جون فورستر على موقع ديسكوغز (الإنجليزية)